# The Lover's Signal (film, 1911)
Pour plus de détails, voir Fiche technique et Distribution.
The Lover's Signal est un film muet américain réalisé par Joseph W. Smiley et sorti en 1911.

## Fiche technique
- Titre : The Efficacy of Prayer
- Réalisation : Joseph W. Smiley
- Scénario :
- Producteurs : Thomas H. Ince, Carl Laemmle
- Société de production : Independent Moving Pictures Co. of America (IMP)
- Sociétés de distribution : Motion Picture Distributors and Sales Company
- Pays d'origine :  États-Unis
- Langue : Anglais
- Métrage : 300 m
- Format : Noir et blanc — 35 mm — 1,33:1 — Muet
- Genre : Film dramatique
- Durée : 10 minutes
- Date de sortie : 
  -  États-Unis : 3 avril 1911

## Distribution
- King Baggot : Raymond Williams